# Grande basilica
La Grande Basilica di Pliska (bulgaro: Голямата базилика в Плиска) è un complesso di palazzo religioso, che comprende una basilica, un palazzo arcivescovile e un monastero, situato vicino alla Riserva storica e archeologica nazionale di Pliska.
Fu completata intorno all'875 ed è una delle più grandi basiliche dell'Europa sud-orientale medievale. Il complesso è un importante monumento della cultura bulgara altomedievale dal suo periodo cristiano - dalla seconda metà del IX alla metà dell'XI secolo. Per circa 250 anni ha svolto le funzioni di cattedrale e chiesa principesca, episcopale e monastica, è stata il centro della vita spirituale e religiosa della capitale Pliska e dell'alto medioevo della Bulgaria. È recintato e protetto da un muro di pietra alto oltre 4 m con crinali.
La Grande Basilica è un simbolo della storia della Bulgaria e simboleggia la cristianizzazione della Bulgaria.